# ぜんぶ言ってしまおう
『ぜんぶ言ってしまおう』（ぜんぶいってしまおう）は、miyukiのアルバム。

## 収録曲
1. チャイム
  - 作詞：miyuki・雄鹿美子、作曲：miyuki、編曲：岩崎琢
2. かわいいKISSをあげる
  - 作詞：miyuki・雄鹿美子、作曲：miyuki、編曲：梶原宏一
3. 思い出はダンボールにつめて
  - 作詞：miyuki・雄鹿美子、作曲：miyuki、編曲：小林信吾
4. 傘なんかいらない
  - 作詞：miyuki・雄鹿美子、作曲：miyuki、編曲：小林信吾
5. ミニ・スカートで待つわ
  - 作詞：雄鹿美子、作曲：miyuki、編曲：岩崎琢
6. ライバルはあなただから
  - 作詞：miyuki・雄鹿美子、作曲：miyuki、編曲：岩崎琢
7. いやよ！
  - 作詞：雄鹿美子、作曲：miyuki、編曲：小林信吾
8. 最後のプールサイド
  - 作詞：雄鹿美子、作曲：miyuki、編曲：小林信吾
9. うしろ指さされて
  - 作詞：雄鹿美子、作曲：miyuki、編曲：岩崎琢
10. あたまなでて
  - 作詞：雄鹿美子、作曲：miyuki、編曲：岩崎琢